# Tratatul ruso-finlandez de la Tartu

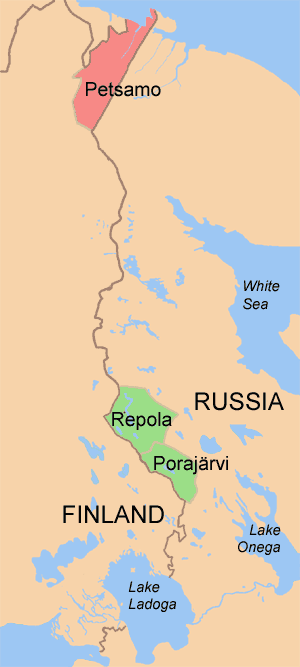
Granița Fino-Sovietică s-a decis la Tratatul de la Tartu. Petsamo (cu roșu) devenea teritoriu finlandez, în timp ce Repola și Porajärvi (cu verde) se înapoiau Uniunii Sovietice.

Tratatul ruso-finlandez de la Tartu (în rusă Тартуский мирный договор), (în finlandeză Tarton rauha) a fost un tratat semnat la 14 octombrie 1920 între  Finlanda și Rusia Sovietică, după negocieri care au durat timp de patru luni. 
Tratatul a confirmat granița dintre Finlanda și Rusia Sovietică după Războiul Civil Finlandez și expediții finlandeze de voluntari în  Carelia Răsăriteană. Ratificarea tratatului a fost la Moscova în data de 31 decembrie 1920. Tratatul a fost înregistrat la Liga Națiunilor pe 5 martie 1921.
Tratatul a confirmat faptul că frontiera finlandezo-sovietică ar urma vechea frontieră dintre Marele Principat al Finlandei și Rusia Imperială. Finlanda a primit în plus Petsamo, cu port la  Oceanul Arctic, care niciodată nu îngheață. 

Încă din 1864, țarul Alexandru al II-lea al Rusiei a promis să cedeze Petsamo Finlandei, în schimbul unei bucăți din Istmul Carelia. 
Finlanda, de asemenea, a fost de acord să părăsească  zona Repola (alipită Finlandei în timpul expediției Viena) și Porajärvi alipită Finlandei în timpul expediției Aunus) în Carelia Răsăriteană rusă. Tratatul a avut, de asemenea, unele articole în afară de problemele de teritoriu și graniță incluzând garanții sovietice de liberă navigație a navelor comerciale din porturile finlandeze din Lacul Ladoga (Laatokka în finlandeză) spre Golful Finlandei prin râul Neva. 
Finlanda garanta tranzit terestru liber din Uniunea Sovietică spre Norvegia prin zona Petsamo. De asemenea, Finlanda a fost de acord să dezarmeze fortăreața de coastă din Ino, vizavi de orașul sovietic Kronstadt, situată pe insula Kotlin. Insulele finlandeze în exteriorul Golfului Finlandei au fost demilitarizate.
Tratatul a fost subiect al controversei în prima revoltă din Carelia Răsăriteană în anii 1921-1922, când guvernul finlandez a permis voluntarilor să ia parte în conflict, și în cele din urmă a fost încălcat de Uniunea Sovietică în 1939, când a început Războiul de iarnă.